# Agonita pitava
Agonita pitava es un coleóptero de la familia Chrysomelidae.
Fue descrita científicamente por primera vez en 1999 por Basu.